# Jüdischer Friedhof (Moers)

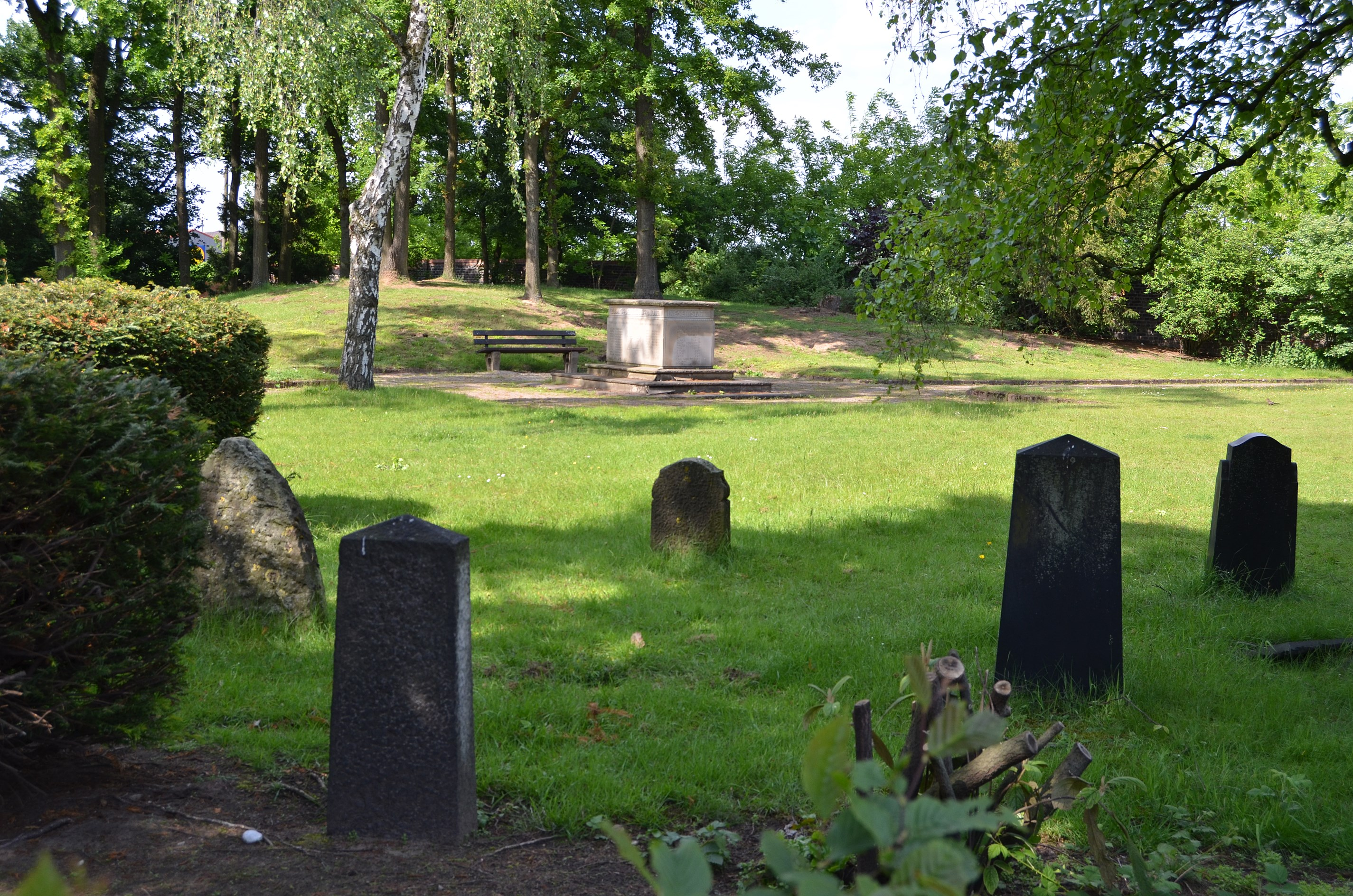
Jüdischer Friedhof Moers

Der Jüdische Friedhof Moers befindet sich in der Stadt Moers im Kreis Wesel in Nordrhein-Westfalen. Als jüdischer Friedhof ist er ein Baudenkmal. Auf dem Friedhof in der Klever Straße sind fünfzig Grabsteine erhalten. 

## Geschichte
Der Friedhof wurde vor 1853 bis zum Jahr 1934 belegt. Vor der Anlage ihres eigenen Friedhofs bestatteten die Moerser Juden ihre Toten vermutlich in Krefeld. In der NS-Zeit wurde der Friedhof weitgehend zerstört: Etwa 50 bis 90 Grabsteine gingen verloren. Die heutige Aufstellung der noch vorhandenen 50 Steine entspricht nicht dem ursprünglichen Zustand.